# Manchester Blitz
Pour les articles homonymes, voir Blitz (homonymie).

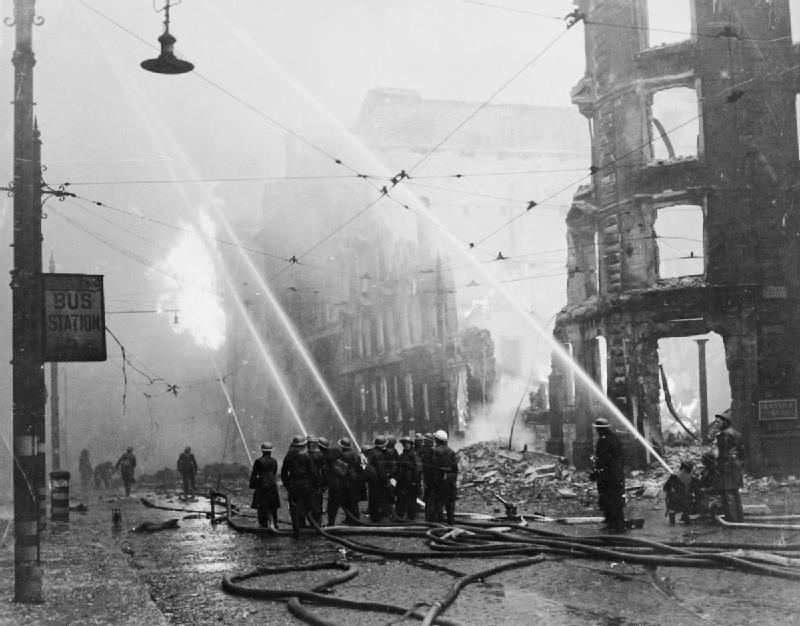
Pompiers à l'œuvre après les bombardements de Manchester par la Luftwaffe.

Le Manchester Blitz (également connu comme le Christmas Blitz) est le nom que l'on donne au bombardement de grande ampleur de la ville de Manchester et de ses environs au cours de la Seconde Guerre mondiale par les forces allemandes de la Luftwaffe. Manchester était alors un important port et une ville industrielle qui jouait un rôle conséquent dans l'économie de guerre. 